# Cécile Roussat
Cécile Roussat est une comédienne et metteur en scène de nationalité française.
Elle sort diplômée de l'École internationale de mimodrame Marcel Marceau. Après des études de théâtre aux Cours Florent et à l'École Charles Dullin, elle oriente sa formation vers l'art du clown  au Centre national des arts du cirque, et se forme également en danse contemporaine et en acrobatie aérienne au Cirque des Noctambules.

## Biographie
Avec le comédien metteur en scène Julien Lubek, elle fonde en 2007 le Shlemil Théâtre, qui développe un style inclassable, burlesque et poétique, à la croisée des disciplines. Elle remporte notamment un grand succès au Festival d'Avignon en 2009, 2010 et 2012, 2015, avec leur création : Les Âmes nocturnes, puis en 2016 et 2018 avec Au Bonheur des Vivants.
Parallèlement, après des collaborations auprès des metteurs en scène Benjamin Lazar, Michel Fau, Jérôme Deschamps et Macha Makeieff, elle est demandée comme metteur en scène d'opéras et de spectacles de cirque dans des salles prestigieuses, en France et dans le monde.

## Théâtre

### Metteur en scène
- 2005 : Pierrot Fâché avec la Lune (direction musicale : Ophélie Gaillard) : Cité de la musique, Péniche Opéra, Mexico Festival Internacional Cervantino...
- 2006 : Carnaval baroque (direction musicale : Vincent Dumestre / Le Poème harmonique): Opéra-Comique, théâtre des Célestins (Lyon), Cité de la musique, Berkley (USA), Grand Théâtre de Luxembourg, Teatro di San Carlo (Naples), Budapest, Belgrade..
- 2007 : Rameau & la Danse (direction musicale: John Eliot Gardiner) : Royal Albert Hall (Londres), Cité de la Musique (Paris)
- 2008 : Les Âmes Nocturnes (Coup de cœur Arte du Festival Avignon 2012)- 220 représentations en 9 ans : Taipei International Arts Festival, Hong Kong Arts Festival, Theaterhaus Stuttgart (de) (Allemagne), Festival de Namur, Grand Théâtre de Dijon, Scène nationale de Perpignan...
- 2009 : La Belle & la Bête (coproduction Centre de musique baroque de Versailles) : Théâtre Montansier (Versailles), Kaohsiung Arts Festival (Taiwan), Utrecht Festival (Hollande), Saint-Jacques-de-Compostelle (Espagne)
- 2009 : Musenna (production : Institut français) : Théâtre des Bouffes du nord, Opéra royal du château de Versailles, scène nationale de Cherbourg...
- 2010 : La Flûte enchantée, de Mozart (direction musicale : Patrick Davin) : Opéra royal de Wallonie, Liège (Belgique) - tournées à l’Opera Royal de Versailles, Sassari, Bergamo et Opéra d’Avignon
- 2012 : Le Ballet des Fées (coproduction Centre de musique baroque de Versailles) : Opéra royal de Versailles, Cité de la musique, Arsenal de Metz
- 2014 : Didon & Énée, de Purcell (direction musicale : Vincent Dumestre) : théâtre des Arts de Rouen, Opéra royal de Versailles, Teatro Regio di Torino, Opéra de Liège, Opéra de Tel-Aviv
- 2014 : La Cenerentola, de Rossini : Opéra royal de Wallonie, Liège. Tournée à l’Opera de Tel-Aviv, Israël
- 2016 : Au Bonheur des Vivants, de Roussat & Lubek, 160 représentations en Europe et en Asie.
- 2017 : Il Matrimonio Segreto, de Cimarosa : Philharmonie de Paris.
- 2018 : Raoul, Barbe Bleue, de Grétry : coproduction Centre de Musique Baroque de Versailles - Trondelag Theatre, Trondheim, Norvège.
- 2019 : La Clémence de Titus, de Mozart : Opéra royal de Wallonie, Liège.
- 2019 : Les Pêcheurs de Perles, de Bizet : Teatro Regio di Torino, Italie.
- 2020 : Dreams, de Roussat & Lubek, avec le Banquet Céleste de Damien Guillon : Opéra de Rennes, Angers-Nantes Opéra
- 2021 : Magic Mozart, de Roussat & Lubek :  Neuchâtel (Suisse), Saumur, Montelimar…
- 2023 : La Valse du Marcassin, de Roussat & Lubek

## Filmographie
- 2004 : Le Pont des Arts
- 2005 : Le Bourgeois gentilhomme